# HK GLM
Der HK GLM ist ein 40-mm-Granatwerfer. GLM bedeutet Grenade Launcher Module. Er wird vom deutschen Waffenhersteller Heckler & Koch (H&K) hergestellt und kann entweder am Sturmgewehr befestigt werden oder als eigenständige Waffe (SAM GLM) abgefeuert werden. Er verschießt 40 × 46 mm Projektile.

## Technik und Verwendung
Der HK GLM ist eine Weiterentwicklung des HK AG36 und wurde speziell für den Einsatz am HK416 und HK417 entwickelt. Der HK GLM kann mit Hilfe von speziellen Adaptern auch an M16- und M4- oder C7/C8-Sturmgewehren befestigt werden.
Auch als eigenständige Granatpistole kann der HK GLM mit einer ausziehbaren Schulterstütze verwendet werden. Die integrierte Picatinny-Schiene (MIL-STD-1913) ermöglicht es etwa andere taktische Komponenten oder einem separaten Sturmgriff anzubringen.
Der HK GLM ist ein einschüssiger Einzellader mit Schwenkrohrverriegelung und Leitervisier.
Der GLM wurde im Jahr 2005 der US Army angeboten und 2006 in Kleinserie produziert. Nach dem erfolgreichen Test entschloss sie sich – den während der Tests als XM320 bezeichneten – Granatwerfer zu beschaffen. Hauptnutzer des HK GLM ist damit die US Army, die ihn als M320 und M320A1 am M16A2- und M4-Sturmgewehr einsetzt. Es wurden über 40.000 Stück an die USA geliefert.